# Приложение (граматика)
 Тази статия е за част на изречението.  За компютърно приложение вижте приложен софтуер.  
Приложението е второстепенна част на изречението, която се отнася към групата на определенията, съществително име, поясняващо друго съществително име чрез стесняване обема на понятието. Свързва се с определяемото чрез прилагане, най-често безпредложно, рядко се въвежда с предлога като. При синтактичен разбор на изречение приложението се подчертава с две вълнообразни черти.

## Видове приложения
В зависимост от синтактичните и семантичните условия, в които се намира приложението, то е няколко вида. Видът на приложението определя правописа на съчетанието (разделно или полуслято) в българския език. В посочените примери определяемото е в курсив, а приложението е в курсив с получер шрифт.
- Приложения, които дават допълнителна качествена характеристика на лицето или предмета:

писател сатирик, художник емигрант, дом паметник, къща музей.
Членува се само първата част (определяемото), а в множествено число се изменят двете части:
писателят сатирик, писатели сатирици, писателите сатирици.
Тези съчетания се пишат разделно.
- Приложения, които съдържат скрито сравнение:

гайтан-вежди, очи-череши, снага-топола, ден-година.
Пишат се полуслято (със съединителна чертица).
- Приложения, чиято единствена служба е да уточняват обхвата на определяемото понятие.

Поради честата си употреба много от тях са станали сложни думи и се пишат полуслято:
министър-председател, кандидат-студент, вагон-ресторант.
При членуване и образуване на множествено число се изменя само втората им част:
кандидат-студентът, кандидат-студенти, кандидат-студентите.
- Приложения, които посочват роднински връзки и се употребяват пред собствените имена:

дядо Йоцо, баба Илийца, вуйчо Ваньо.
Такива приложения се пишат с малка буква и не се членуват.
Обаче някои от тях са станали част от името и се пишат с главна буква:
Бачо Киро, Бай Ганьо.
- Приложения, които означават звания, титли, професии, длъжности и т.н.:

професор Василев, генерал Паскалев.
Обикновено не се членуват, освен ако контекстът го изисква. Пишат се с малка буква.
Най-често са предпоставени, но в някои случаи могат да се явят обособени и задпоставени:
Представям ти господин Паскалев, генерал от запаса.
Това е Василев, професорът по математика, за когото ти разказах.
- Приложения, конкретизиращи собствените имена на географски обекти:

град Бургас, село Крумово, река Янтра, връх Ботев.
- Приложения са прякорите и прозвищата, когато придружават личното име:

Петър Моканина, Дечо Пора.
- Приложения са имената на организации, предприятия, институти, учреждения, улици, площади, вестници, списания, книги, филми и др.:

площад „Народно събрание“, разказът „Дядо Йоцо гледа“.
Такива приложения се ограждат с кавички.
Приложенията обикновено се въвеждат безпредложно, но могат да бъдат въведени и от предлога като, например Вапцаров като поет. В такива случаи приложението може да притежава собствено приложение, например Христо Смирненски като поет новатор.
Въобще приложенията могат да бъдат разширени със собствени пояснения. 
Например следният текст от Елин Пелин съдържа две разширени приложения:
Високо над тъмния селски пейзаж блестеше срещу луната черковният кръст,
талисман на селските надежди, утешител на измъчените сърца.

## Приложения и несъгласувани определения
Някои несъгласувани определения, изразени със съществителни имена, се свързват с определяемото посредством прилагане, без предлог. Такива несъгласувани определения не са приложения. Разликата е семантична: приложението дава друго название на предмета или лицето, посочени от определяемото. Например в съчетанието къща музей думата музей е приложение на къща, тоест къщата е наречена музей. Обаче в словосъчетанието шепа череши думата шепа е несъгласувано определение на думата череши, понеже определя количеството на черешите, само че никоя от двете думи не е приложение на другата, защото нито шепата е наречена череши, нито черешите са наречени шепа.